# Kadavu (tỉnh)
Kadavu là một trong 14 tỉnh của Fiji, và thuộc về Khu vực Đông. Kadavu cũng thuộc về Liên minh Burebasaga, một hệ thống cấp bậc của các tù trưởng ở miền nam và miền tây Fiji. Tỉnh gồm có Đảo Kadavu, Đảo Ono và vài đảo khác.